# Sofía Polo Giménez
Sofía Polo Giménez   (Cervera de la Cañada, 4 d'abril de 1904 - Palència, 13 d'agost de 1936) fou una mestra republicana, membre de la UGT i de la Federació Espanyola de Treballadors de l'Ensenyament (FETE). Fou ultratjada i assassinada per un escamot falangista als inicis de la Guerra Civil.

## Biografia
Nascuda en el sí d'una família de petits propietaris d'ideari progressista, va iniciar els estudis de Magisteri a la Escola Normal de Saragossa i els va acabar a la Normal de Terol.
A Calataiud havia conegut el mestre Arturo Sanmartín Suñer amb el qual es va casar el 18 de juliol de 1926 i aquell mateix any per mediació del pedagog Manuel Bartolomé Cossío van treballar a la Fundació Sierra Pambley a Villablino (Lleó) regida per la ILE (Institución Libre de Enseñanza)
Dona avançada per a la seva època, mantenia la família mentre el marit preparava les oposicions.
El 1929 es traslladaren a Madrid i fins al 1932 van regentar una escola de la Societat d'Amics del Progrés al barri de Tetuàn.
El 1931 Participà en el Congrès de la Federació Espanyola de Treballadors de l'Ensenyament (FETE) i fou professora i directora les colonies escolars de Riofrío i El Molar.
El 1933 el seu marit aprovà les oposicions d'Inspector de l'ensenyament primari i tota la familia es traslladà a Palència on Sofia obtingué la plaça de mestra en propietat.
A partir del 1934 participà en diverses comissions per millorar la situació dels mestres i desplegà una intensa activitat política. Participà en mitings del PSOE i la FETE-UGT i fou coordinadora dels Pioners de les Joventuts Socialistes de Palència.

## Repressió i mort
Amb el triomf del Cop d'estat feixista del 19 de juliol del 1936, el cap de la Falange palentina formà una armada mixta de falangistes, guardies civils i requetès que recolzats pel caciquisme local i el clergat van recórrer els pobles de la província sembrant el terror i eliminant amb contundència qualsevol tipus de resistència republicana.
Sofía havia enviat els seus fills de vacances i malgrat el perill va decidir no abandonar les seves responsabilitars i es quedà per dirigir les colonies escolars d'estiu del Molar Viejo, promogudes per l'Ajuntament.
El 13 d'agost de 1936 fou detinguda i al cap de poc va aparèixer abandonat el seu cadaver ultratjat, amb signes de tortura i mossegat pels gossos.
Arturo Sanmartín, el seu marit, protegit per la directora Cirila Ubaldina García Díaz s'havia refugiat al soterrani del Col·legi Modesto Lafuente, i potser s'hauria pogut escapar, però al saber que havien assassinat la seva dona es va entregar i també fou escarnit i passejat pels carrers de Palència, essent afusellat el 8 de setembre de 1936. Casa seva fou saquejada i mai es va trobar la fossa on havien enterrat llurs cossos. Deixaven orfes els tres fills: Arturo (1927) Adolfo (1929) i Natàlia (1931)
Cirila Ubaldina García Díaz, la jove de 18 anys Consuelo Rodríguez Baranda, mestra en pràctiques, ajudant de Sofia a les colònies, la seva mare i la mestra de Brañosera Isabel Esteban Nieto, juntament amb altres persones també foren empresonades i afusellades a la carretera de Palència-Burgos el 6 de setembre de 1939
Llurs cossos continuen enterrats en una fossa i mai han estat trobats.
Entre el 1936 i el 1941 foren exterminats a la província de Palència 21 mestres (4 dones i 17 homes) amb un 89'4% de depuracions.
Malgrat que en el seu expedient Sofía constava com a difunta, el BOE del 17 de gener de 1940 va publicar la separació definitiva del servei i la seva baixa definitiva de l'escalafó.